# Super Size Me
Série
Super Size Me 2: Holy Chicken!
(2017)
Pour plus de détails, voir Fiche technique et Distribution.
Super Size Me, ou Malbouffe à l'américaine au Québec, est un film documentaire américain écrit, réalisé et mis en scène par Morgan Spurlock. Le film présente ce dernier se nourrissant exclusivement chez McDonald’s pendant un mois à raison de trois repas par jour. Il prend ainsi plus de 11 kilogrammes, endommage son foie et augmente son cholestérol de 0,65 gramme par litre de sang. Le film vise à dénoncer des effets néfastes de la restauration rapide, dont l'obésité.
Le titre se traduit littéralement par « Grossissez-moi » ou « Surdimensionnez-moi ». Il s'agit d'un jeu de mots avec le nom commercial Super Size, qui désigne à l'époque la version géante des menus de la chaîne McDonald's.
Le documentaire est diffusé dans plus de 30 pays et rapporte 29,5 millions de dollars de recettes. Une suite sort en 2017, nommée Super Size Me 2: Holy Chicken!.

## Synopsis
Plus d'un tiers des enfants et des adolescents américains ont un problème de poids. Deux adultes sur trois aux États-Unis sont atteints de surcharge pondérale ou d'obésité. Comment les États-Unis sont-ils devenus aussi gros ? Les chaînes de restauration rapide sont souvent montrées du doigt mais plusieurs procès qui leur ont été intentés par des clients devenus obèses ont été perdus, faute de preuves.
Morgan Spurlock veut en savoir plus sur le rôle effectif de ce type d'alimentation et sur l'impact de la malbouffe sur la santé. Pour mener son enquête, il traverse les États-Unis et interroge des spécialistes dans plus de vingt villes, de New York à Houston. Il parle ainsi à un ancien secrétaire à la Santé des États-Unis, des professeurs de gym, des cuisiniers de cantines scolaires, des publicitaires, des avocats et des législateurs, qui lui confient le résultat de leurs recherches, leurs sentiments, leurs craintes et leurs doutes. Pendant son enquête, Morgan Spurlock décide de mener sur lui-même une expérience : sous la surveillance attentive de trois médecins et d'une nutritionniste, il s'oblige à ne manger que chez McDonald's pendant un mois et décide d'utiliser plus souvent le taxi afin de respecter le nombre maximum de 5 000 pas par jour qu'il s'impose (moyenne par Américain).
Il s'impose également les cinq règles suivantes :
1. il doit manger ses trois repas quotidiens chez McDonald's.
2. il doit essayer chaque plat de chez McDonald's au moins une fois.
3. il ne doit manger que les aliments figurant sur le menu. L'eau en bouteille étant au menu, il peut en boire.
4. il doit prendre l'option « Super Size » (taille maximum) chaque fois qu'on la lui propose.
5. il doit pratiquer la marche comme un Américain typique, soit près de 5 000 pas par jour.

Au bout de 21 jours, il commence à ressentir des douleurs au thorax (symptômes de l'infarctus). Les médecins lui recommandent fortement d'arrêter mais, déterminé à continuer son expérience, il parvient à son terme malgré les avertissements. Il prend 11 kg en 30 jours, endommage son foie et augmente son cholestérol de 0,65 gramme par litre de sang. Il mettra environ 14 mois à retrouver sa santé et son poids initial.

## Fiche technique
- Titre : Super Size Me
- Titre québécois : Malbouffe à l'américaine
- Réalisation : Morgan Spurlock
- Musique : Doug Ray, Steve Horowitz et Michael Parrish
- Montage : Julie « Bob » Lombardi
- Producteur : Morgan Spurlock
- Distribution : Diaphana Films, Samuel Goldwyn Films (en) et Roadside Attractions
- Pays d'origine :  États-Unis
- Langue : anglais américain
- Genre : Documentaire
- Durée : 98 minutes
- Dates de sortie : 
  -  : 7 mai 2004
  -  : 30 juin 2004
- Budget de production (estimation) : 65 000 $
- Budget publicitaire (estimation) : 1 000 000 $
- Budget total : 1 065 000 $

## Accueil

### Box-office
Le film fait environ 170 000 entrées en France. Il engrange des recettes de 11 529 368 dollars américains aux États-Unis et un total d'environ 29 529 368 dollars mondialement.

### Réactions
Six mois après la sortie du film, la société McDonald's retire de la vente le format Super Size, menu géant sans équivalent hors des États-Unis. L'entreprise commercialise également une série de salades et de sauces allégées. McDonald's nie que ces initiatives soient liées au film[réf. nécessaire].

### Récompenses
- Prix du meilleur réalisateur dans la catégorie documentaire du festival de Sundance en janvier 2004.
- Prix du meilleur scénario de documentaire de l'Association des scénaristes américains en février 2005.
- Nomination aux Oscars 2005 à l'Oscar du meilleur film documentaire.

## Autour du film
Dans le film, Morgan Spurlock ne se limite pas à McDonald's puisqu'il se rend également chez Sodexo, une multinationale française de restauration collective, pour dénoncer la faible qualité des produits alimentaires que l'entreprise distribue aux écoles américaines.